# Joseph W. Girard
Joseph W. Girard (Williamsport, 2 aprile 1871 – Woodland Hills, 21 agosto 1949) è stato un attore statunitense.

## Filmografia parziale
- Beloved Jim, regia di Stuart Paton (1917)
- '49-'17, regia di Ruth Ann Baldwin (1917)
- Officer Thirteen, regia di George Melford (1932)
- Social Error, regia di Harry L. Fraser (1935)
- Captain Midnight, regia di James W. Horne (1942)